# جون فرانك كلارك
جون فرانك كلارك (بالإنجليزية: John Frank Clark)‏ هو أكاديمي أمريكي، ولد في 1964.